# Stenelmoides grouvellei
Stenelmoides grouvellei is een keversoort uit de familie beekkevers (Elmidae). De wetenschappelijke naam van de soort werd in 1923 gepubliceerd door Maurice Pic.